# Rezerwat przyrody Miedzno
Rezerwat przyrody Miedzno – rezerwat faunistyczny (ornitologiczny) w województwie kujawsko-pomorskim, utworzony w 1968 r., wchodzący w skład Wdeckiego Parku Krajobrazowego. Stanowi środowisko wylęgu ptactwa wodnego i błotnego. Znajduje się w gminie Osie w powiecie świeckim, na północ od miejscowości Miedzno. Położony na terenie leśnictwa Orli Dwór, obręb leśny Osie. Zajmuje powierzchnię 88,52 ha (akt powołujący podawał 86,01 ha).

## Położenie
Rezerwat położony jest w dolinie rzeki Sobińska Struga (zwanej też Sobiną) z wodami przepływowego jeziora Miedzno o zmiennym poziomie przecinającej kompleks leśny z północy na południe zatorfioną rynną szerokości od kilkudziesięciu do kilkuset metrów, a otoczenie rezerwatu stanowią lasy głównego kompleksu leśnego.

## Charakterystyka
Na obszar rezerwatu składa się:

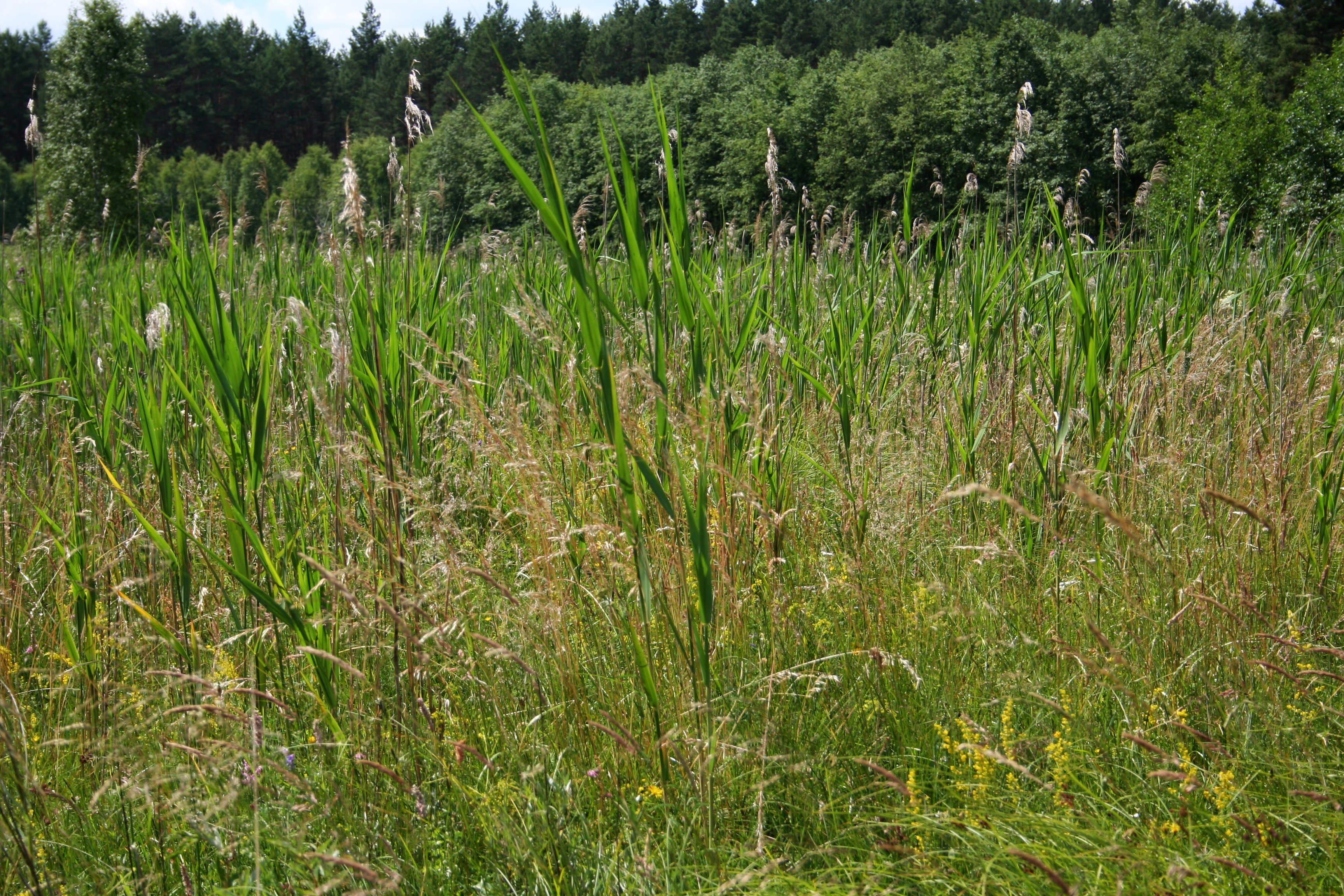
Fragment zbiorowiska roślinnego w północnej części rezerwatu

- rzeka Sobińska Struga wraz z przepływowym jeziorem Miedzno,
- otaczające bagna z rosnącymi tu głównie szuwarami turzycy dzióbkowatej wraz z szuwarami trzcinowymi występującymi smugami na obrzeżu rezerwatu oraz szuwarami szerokopałkowymi występującymi przy jeziorze Miedzno i smugowo wzdłuż wypływającej z niego rzeki Sobińska Struga[6],
- pobliskie lasy należące do zespołu olsu porzeczkowego, w których drzewostanie występuje olsza czarna z domieszką brzozy omszonej[6].

Rezerwat utworzono na podstawie Zarządzenia Ministra Leśnictwa i Przemysłu Drzewnego z 4 listopada 1968 r. (M.P. nr 49, poz. 340 z 1968 r.) w celu zachowania miejsc lęgowych i żerowisk ptaków błotnych i wodnych. Rezerwat powstał w celu objęcia ochroną bogatych stanowisk, zarówno pod względem składu gatunkowego jak i liczebności poszczególnych populacji ptactwa wodnego i błotnego.

## Przyroda
W rezerwacie bytują m.in.: żurawie, łabędzie, kaczki, bocian czarny oraz rzadkie gatunki ptaków drapieżnych, jak np. bielik. Spośród chronionych gatunków ptaków zaobserwować można także m.in. brodźca samotnego, potrzosa, strumieniówkę, kobuza, rybołowa.
Spośród roślin chronionych i rzadkich występują m.in. skrzyp olbrzymi, storczyk krwisty, bobrek trójlistkowy. W 2010 odnaleziono tu stanowisko wyblinu jednolistnego, które jest jedynym znanym w północno-zachodniej Polsce, na którym roślina ta obecnie występuje. Populacja składała się z piętnastu owocujących osobników, rosnących na powierzchni około 200 m². Stanowisko nie jest zagrożone.
Obszar rezerwatu podlega ochronie czynnej.